# Podovalgus griseus
Podovalgus griseus är en skalbaggsart som beskrevs av Gilbert John Arrow 1910. Podovalgus griseus ingår i släktet Podovalgus och familjen Cetoniidae. Inga underarter finns listade i Catalogue of Life.